# Aaron Hobart
Aaron Hobart (* 26. Juni 1787 in Abington, Plymouth County, Massachusetts; † 19. September 1858 in East Bridgewater, Massachusetts) war ein US-amerikanischer Politiker. Zwischen 1820 und 1827 vertrat er den Bundesstaat Massachusetts im US-Repräsentantenhaus.

## Werdegang
Aaron Hobart genoss eine klassische Schulausbildung und studierte danach bis 1805 an der Brown University in Providence (Rhode Island). Nach einem anschließenden Jurastudium und seiner 1809 erfolgten Zulassung als Rechtsanwalt begann er in diesem Beruf zu arbeiten. Gleichzeitig schlug er als Mitglied der Demokratisch-Republikanischen Partei eine politische Laufbahn ein. 1814 war er Abgeordneter im Repräsentantenhaus von Massachusetts; im Jahr 1819 gehörte er dem Staatssenat an. Seit 1824 lebte er in East Bridgewater.
Nach dem Rücktritt des Abgeordneten Zabdiel Sampson wurde Hobart bei der fälligen Nachwahl für den achten Sitz von Massachusetts als dessen Nachfolger in das US-Repräsentantenhaus in Washington, D.C. gewählt, wo er am 24. November 1820 sein neues Mandat antrat. Nach drei Wiederwahlen konnte er bis zum 3. März 1827 im Kongress verbleiben. Seit 1823 vertrat er dort den elften Wahlbezirk seines Staates. In den 1820er Jahren schloss er sich der Bewegung gegen den späteren Präsidenten Andrew Jackson an und wurde Anhänger von Präsident John Quincy Adams und Henry Clay. 1826 verzichtete er auf eine weitere Kandidatur.
Zwischen 1827 und 1831 fungierte Aaron Hobart als Regierungsberater (Executive Councilor); von 1843 bis 1858 war er Nachlassrichter. Er starb am 19. September 1858 in East Bridgewater.